# Маркитан
Маркитан — посёлок в Звениговском районе Марий Эл Российской Федерации. Входит в состав Черноозерского сельского поселения.

## География
Посёлок располагается на правом берегу реки Большая Кокшага, в 11,5 км к северо-востоку от административного центра поселения — посёлка Чёрное Озеро.

## История
Посёлок образован в 20-е годы XX века.

## Население
| 2002 | 2010 |
| ---- | ---- |
| 2    | →2   |

На данный момент 2020 год никто не проживает.